# Vlag van Gazankulu

Vlag van Gazankulu (1973–1994)

De vlag van Gazankulu werd in 1973 officieel goedgekeurd. Van de blauwe panelen wordt gezegd dat ze de oneindigheid van de hemel symboliseren en, net als de hemel, dat er geen grenzen mogen zijn aan vooruitgang en ontwikkeling. De keuze voor zwart en wit in het centrale paneel verwijst naar de samenwerking tussen de zwarte en witte mensen in het gebied. De lepels die door een ketting met elkaar verbonden zijn, worden door de Shangaanse bevolking gebruikt tijdens traditionele ceremonies. Omdat ze uit één blok hout zijn gesneden, kunnen de lepels niet van elkaar worden gescheiden en moet er harmonie heersen tussen twee mensen die ermee willen eten. Hun verschijning is een signaal dat geschillen moeten worden bijgelegd en dat er gastvrijheid moet worden geboden aan vreemden.
Op 27 april 1994 werd Gazankulu, samen met de negen andere thuislanden, herenigd met Zuid-Afrika. Hiermee verviel de vlag.

## Verwante afbeeldingen

Het wapen van Gazankulu